# Kapelle St. Lorenz (Paspels)

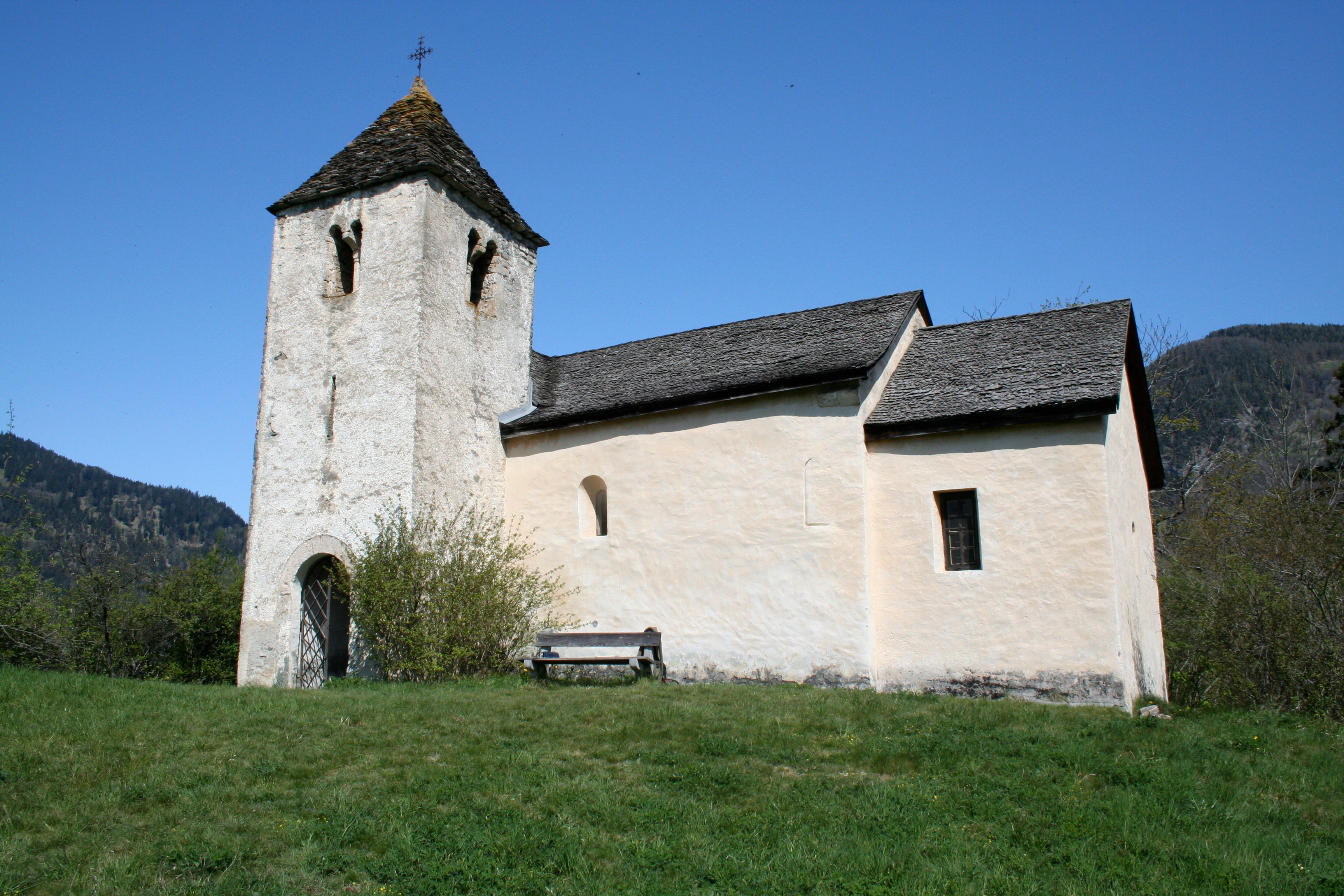
Kapelle St. Lorenz bei Paspels

Die Kapelle St. Lorenz (romanisch Sogn Luregn) steht nördlich von Paspels im Domleschg im schweizerischen Kanton Graubünden auf einer Höhe von 840 M. ü. M. am Rand einer gegen Westen und Norden senkrecht abstürzenden flachen Hügelkuppe.

## Geschichte
Der Zeitpunkt der Erbauung ist unbekannt. Ausgrabungen zeigten, dass es bereits vor dem Bau eine Begräbnisstätte auf dem Hügel gab. Eine erste Kapelle stand wohl schon im 7. Jahrhundert. Blendarkaden im Innern an der südlichen Turmseite deuten auf eine Entstehungszeit im 11. Jahrhundert. 1237 wird die Kapelle als Pfarrkirche von Paspels erstmals urkundlich genannt als ein Leutpriester bestellt wurde. Vermutlich war St. Lorenz zugleich die Hauptkirche der gesamten rechten Talseite.

Grabungen von Walo Burkart am Südrand der obersten Kuppe aus dem Jahr 1933 brachten Reste einer 1 m starken Ringmauer zum Vorschein. St. Lorenz war offenbar bewehrt, entwickelte sich im Gegensatz zu Jörgenberg oder Hohen Rätien aber nicht zur Feudalburg weiter. 

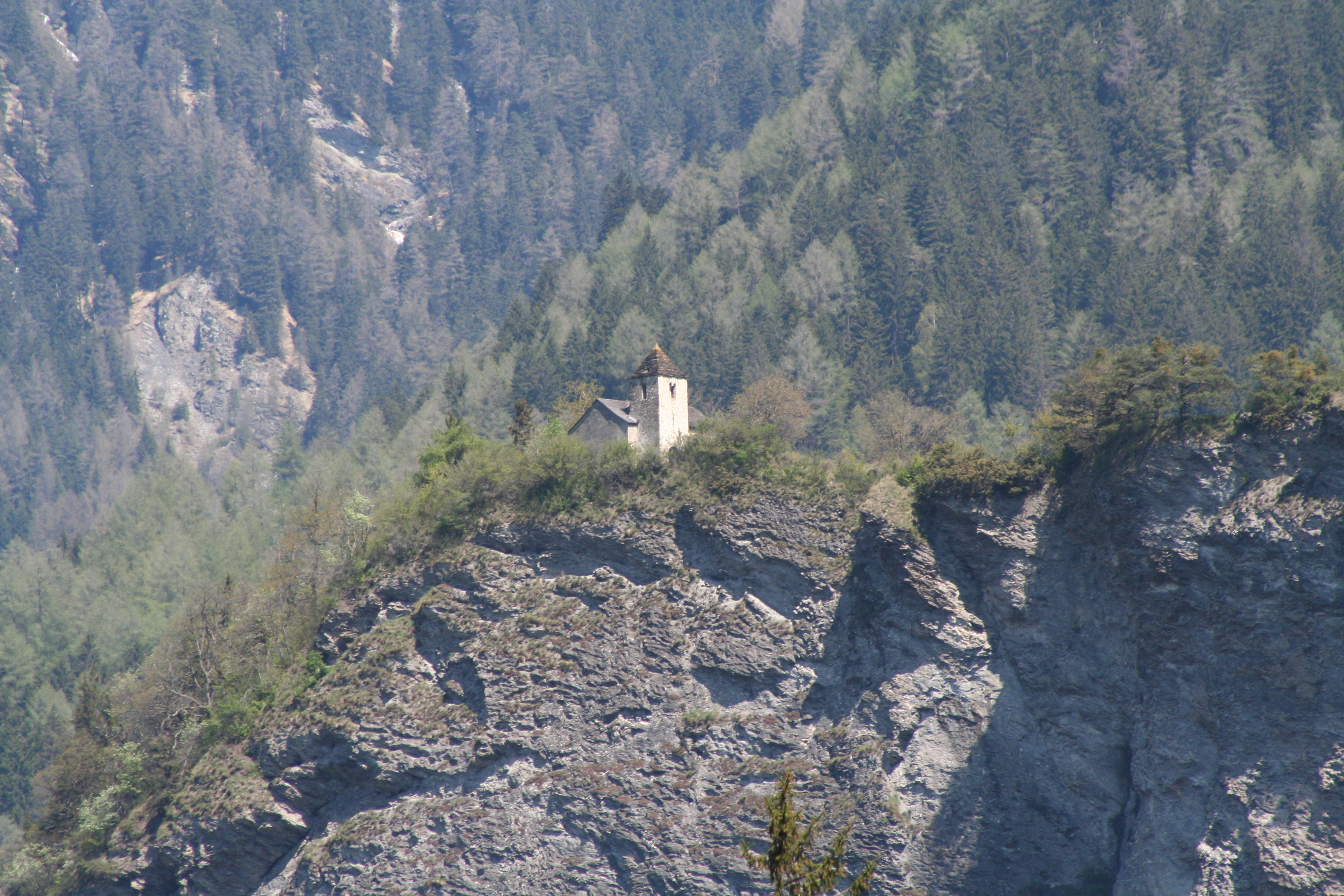
Blick von Westen

Die Kapelle gehörte im 13. Jahrhundert zu den Besitzungen der Freiherren von Vaz. Aus einer päpstlichen Bulle vom 21. April 1464 geht hervor, dass die Patronatrechte von den Vazern an das Prämonstratenserstift Churwalden übergingen; S. Laurentius probe Baschuals wird dort als dessen Besitz aufgeführt. Hier wird die Kirche letztmals als ecclesia parochialis aufgeführt. Bereits 1486 wird die Kirche in Tumegl/Tomils als solche genannt. Nach 1513 wird St. Lorenz nur noch als Kapelle erwähnt.
Im Churwaldner Urbar von 1508 wird St. Lorenz zusammen mit der Kapelle St. Maria Magdalena erwähnt: «Sequitur unsers gotzhus zins von den gutern, die gehorend den zwayen capellen Sant Lorentzen und Sant Maria Magdalena in Tumilser kirchspel gelegen welche mirsamt iren zehenden, zinsen und gutern unseres gotzhus aygen sind».  Vermutlich wurde St. Lorenz zusammen mit der Kapelle Maria Magdalena nach der Reformation 1786 vom Kloster Churwalden der katholischen Kirchgemeinde von Paspels übergeben.

## Bau

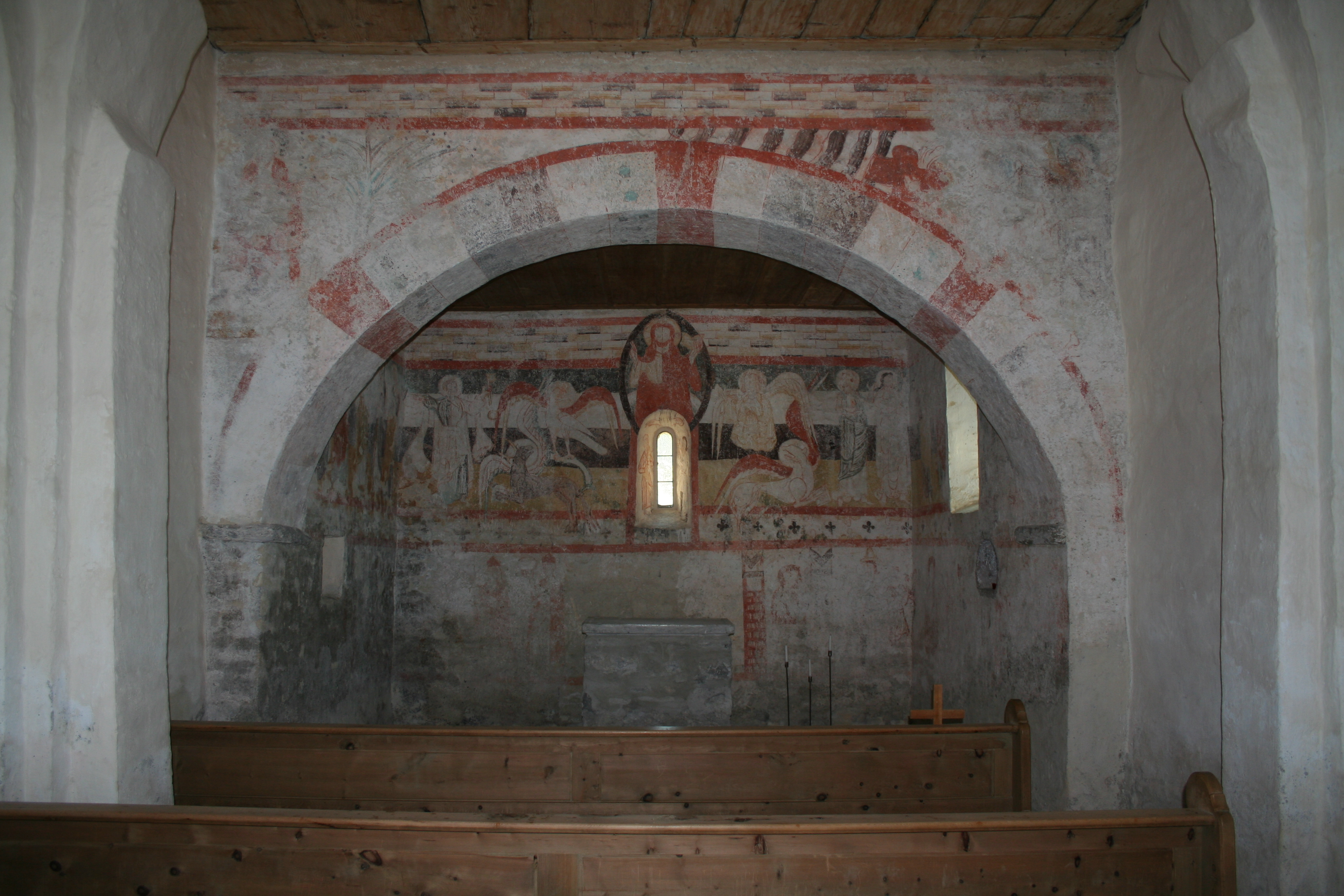
Chor

An das rechteckige Schiff schliesst sich ein geschlossener, 35 cm eingezogener Chor. Beide sind mit einfachen Planken gedeckt, doch ist im Schiff die ursprüngliche Wölbung des Daches noch an den baulichen Vorlagen zu erkennen. Dass die Kapelle ursprünglich einmal länger gewesen sein muss, lässt sich daran erkennen, dass das dritte Joch bei der Chorfront um die Hälfte gekürzt worden ist. Diese Umbauten erfolgten um 1200.
In der Mitte zwischen den ersten beiden seitlichen Streben wurde das Fundament eines Pfeilers festgestellt. Dies deutet darauf hin, dass der westliche Teil des Schiffes einmal zweigeteilt gewesen sein könnte, so eine Art Narthex bildete mit längsverlaufenden Gewölben, während das Gewölbe des vorderen Teils bis zum Chor quer verlief. Schiff und Chor sind mit Schindeln aus Lärchenholz gedeckt.

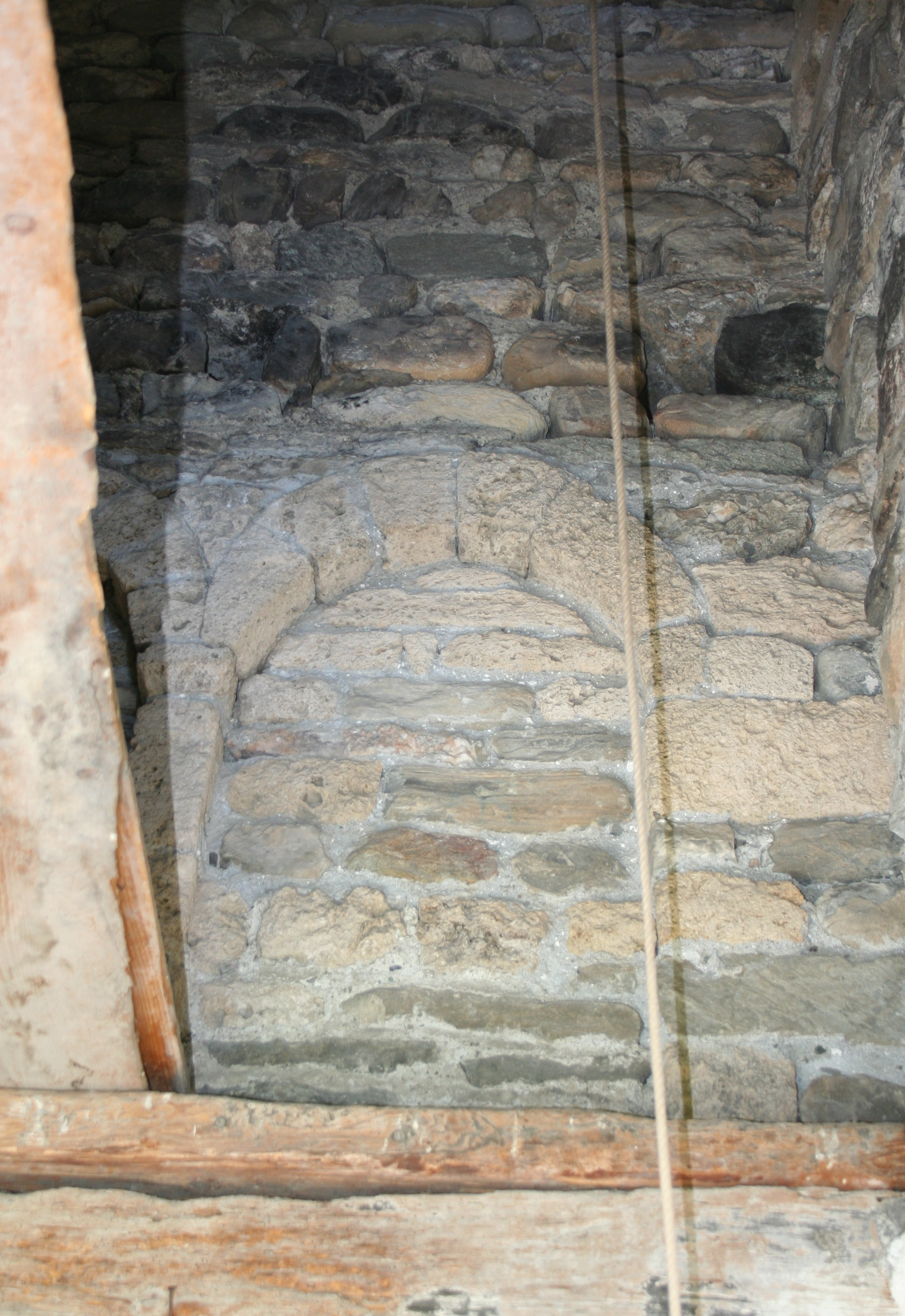
Blendarkaden

Der mit Steinplatten gedeckte Turm steht an der Südseite vor dem Eingang ins Schiff; sein Erdgeschoss bildet einen Vorraum. Eine zweite, jetzt vermauerte Tür lag an der Ostwand. In der Glockenstube öffnen sich Schallfenster nach drei Seiten: gegen Westen ein halbrundes Fenster, gegen Süden und Osten gekuppelte Rundbogenfenster mit Teilsäulen. Die Glocke mit einem Durchmesser von 27,5 cm stammt aus dem Jahr 1489.

## Bilder
Auf die Zeit um 1200 gehen die 1957 anlässlich einer Restaurierung freigelegten romanischen Wandbilder zurück. Bereits Poeschel stellte an der Ostwand zwei Schichten von Bemalung fest: eine ältere aus dem 13. und eine jüngere mit Darstellungen von Christus, St. Petrus und St. Paulus aus dem 15. Jahrhundert. Da die jüngeren Bilder al secco gemalt waren, konnten sie nicht abgelöst werden. Daher entschloss man sich, die Bilder abzupausen und auf die Westwand zu kopieren, wie sie jetzt links des Eingangs zu sehen sind.
Die freigelegten alten Bilder zeigen oben in der Mitte Christus in der Mandorla, links und rechts daneben die Symbole der Evangelisten und die zwölf Apostel. Auf einem zweiten Bildstreifen unten sind links die drei Könige abgebildet und rechts, nur noch undeutlich zu erkennen, der heilige Laurentius von Rom, Gaben an die Armen verteilend. In der Leibung des kleinen rundbogigen Fensters in der Ostwand sind Kain und Abel dargestellt, jeweils darüber die Hand Gottes, die Kain segnet und Abel abweist. Die Bilder dürften im frühen 13. Jahrhundert entstanden sein.
Da die Kapelle nur wenige Male im Jahr genutzt wird, wurde nach Rücksprache mit dem Präsidenten der eidgenössischen Denkmalpflege Linus Birchler auf eine Restaurierung verzichtet; die Bilder wurden nur konserviert.

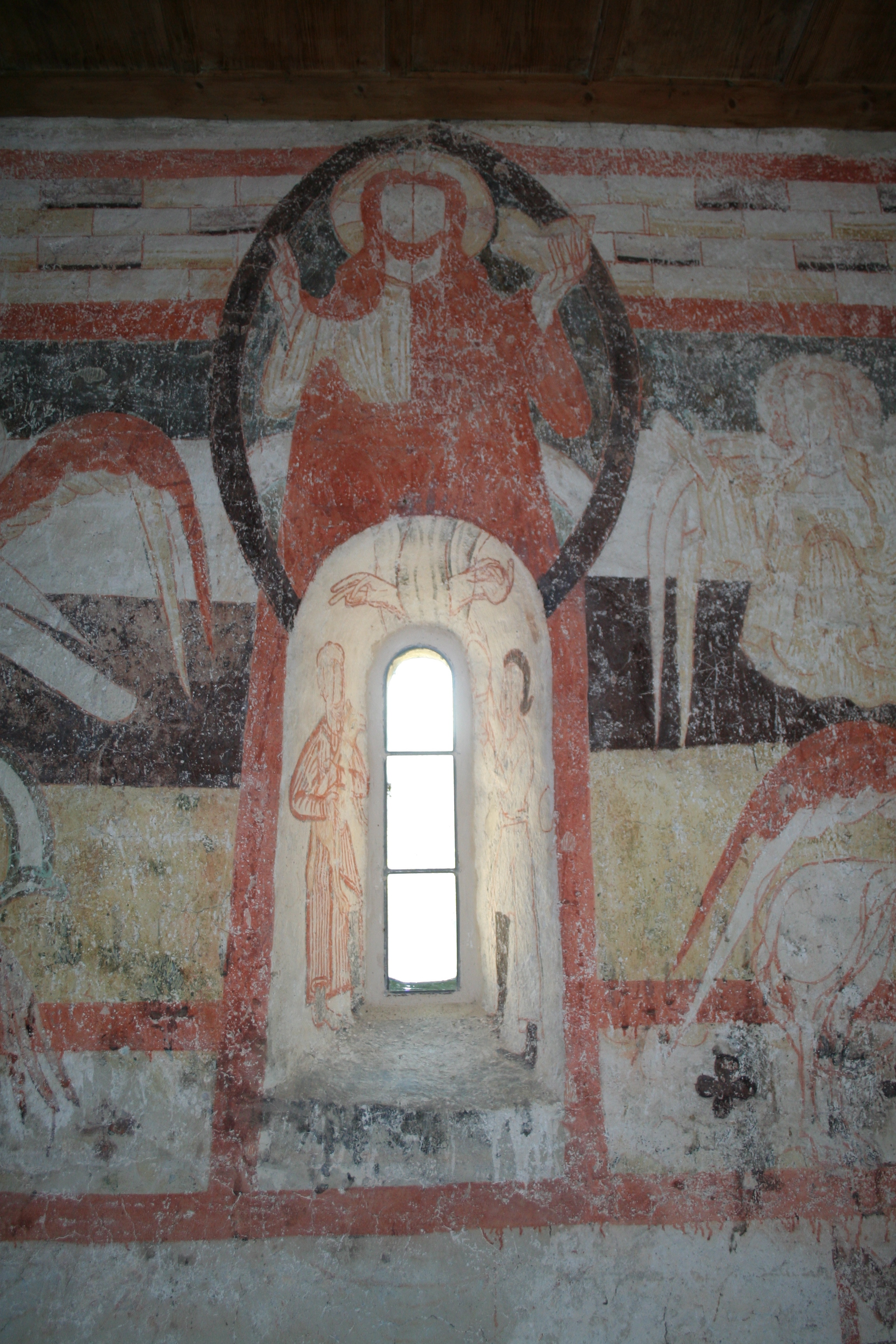
Christus, Kain und Abel
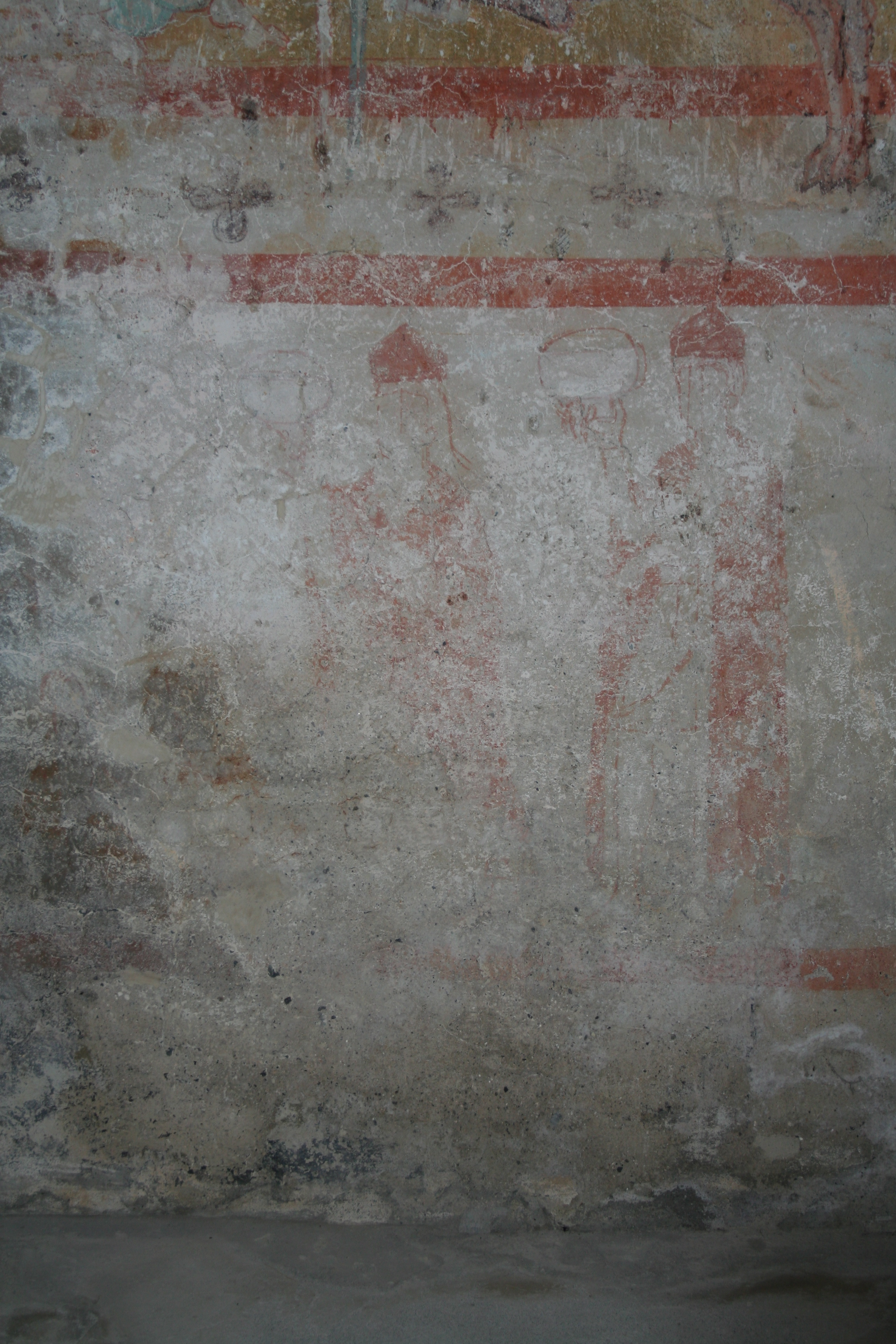
Die drei Könige
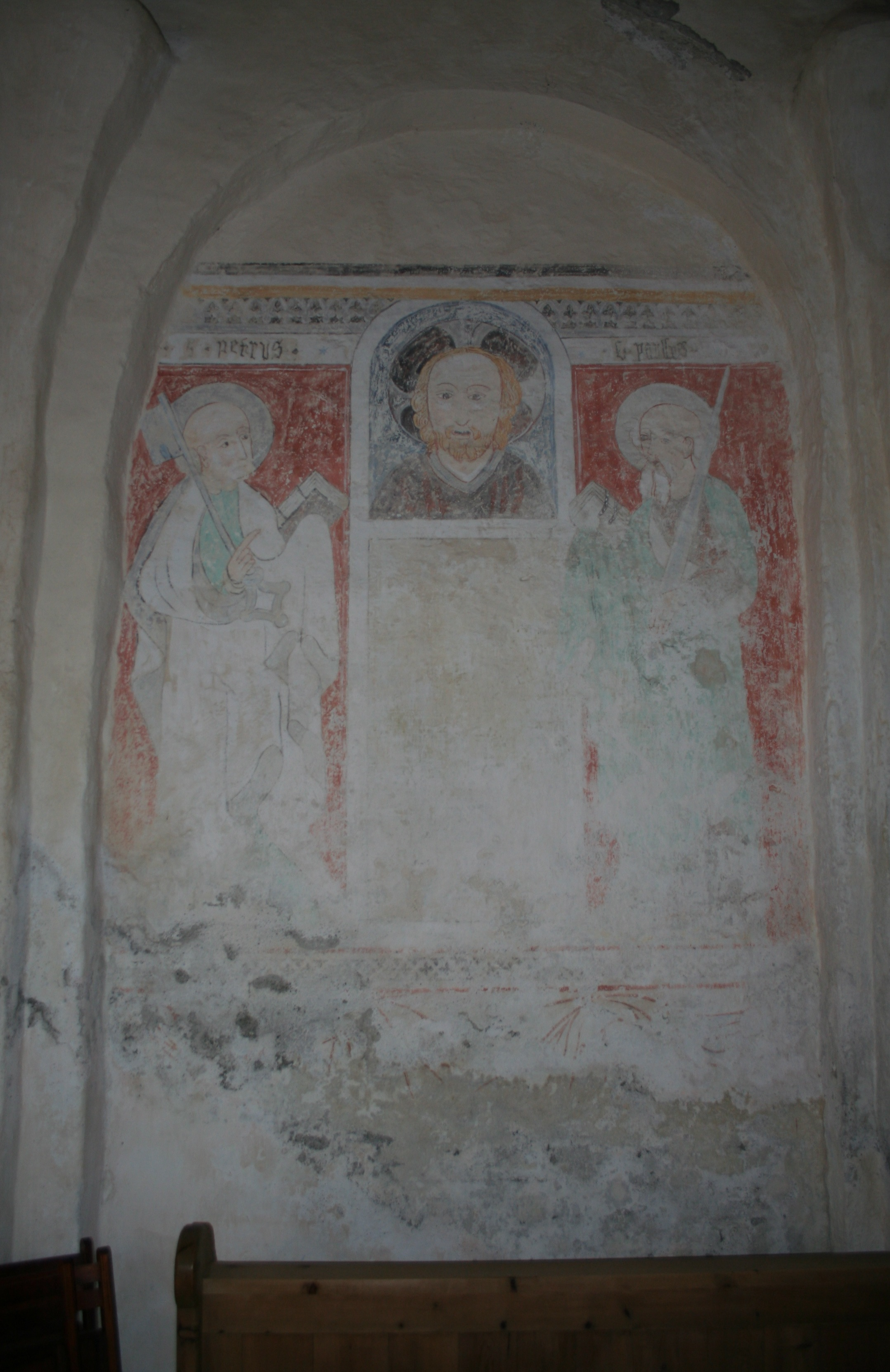
Petrus, Christus und Paulus in der Westwand

## Altar

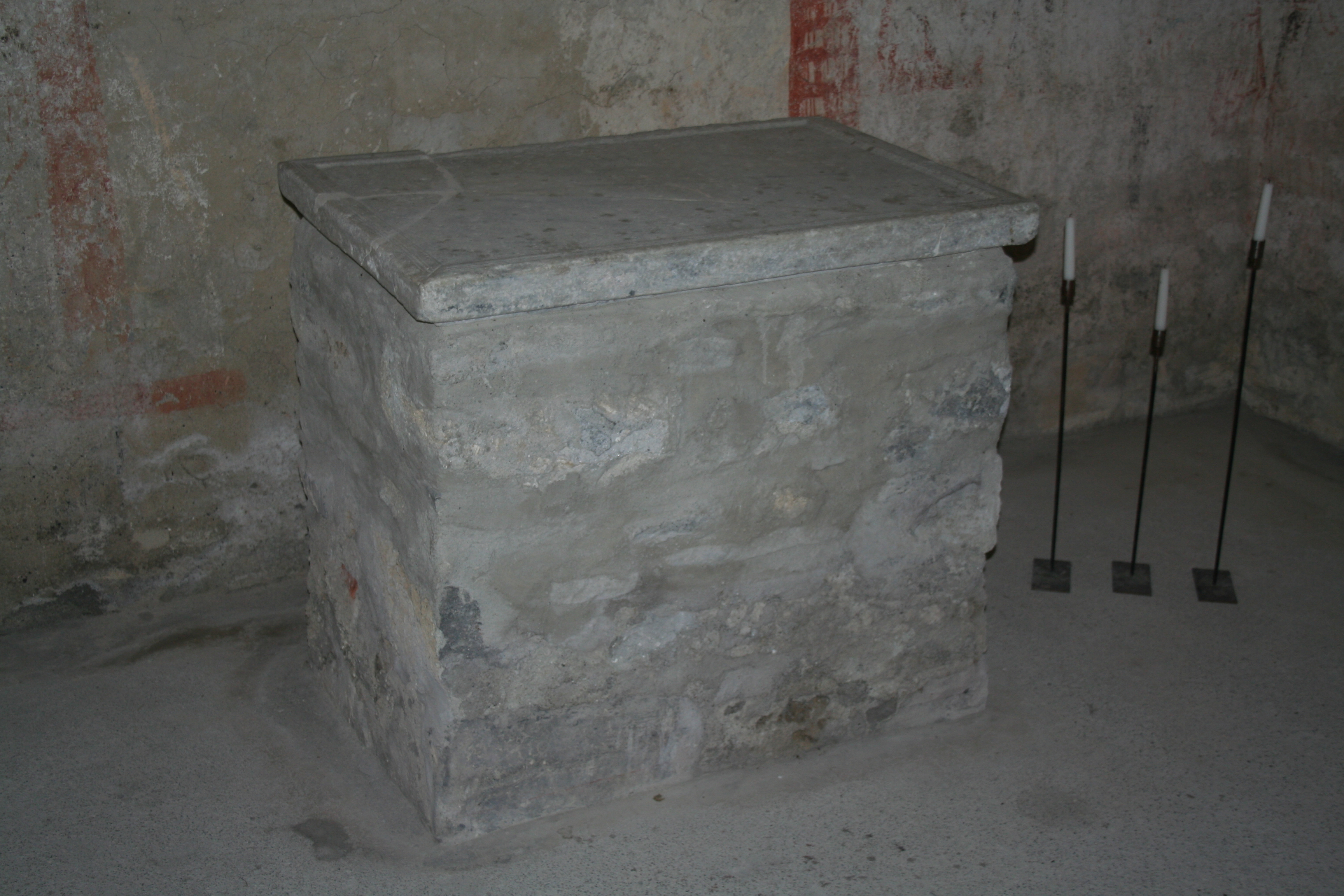
Altar

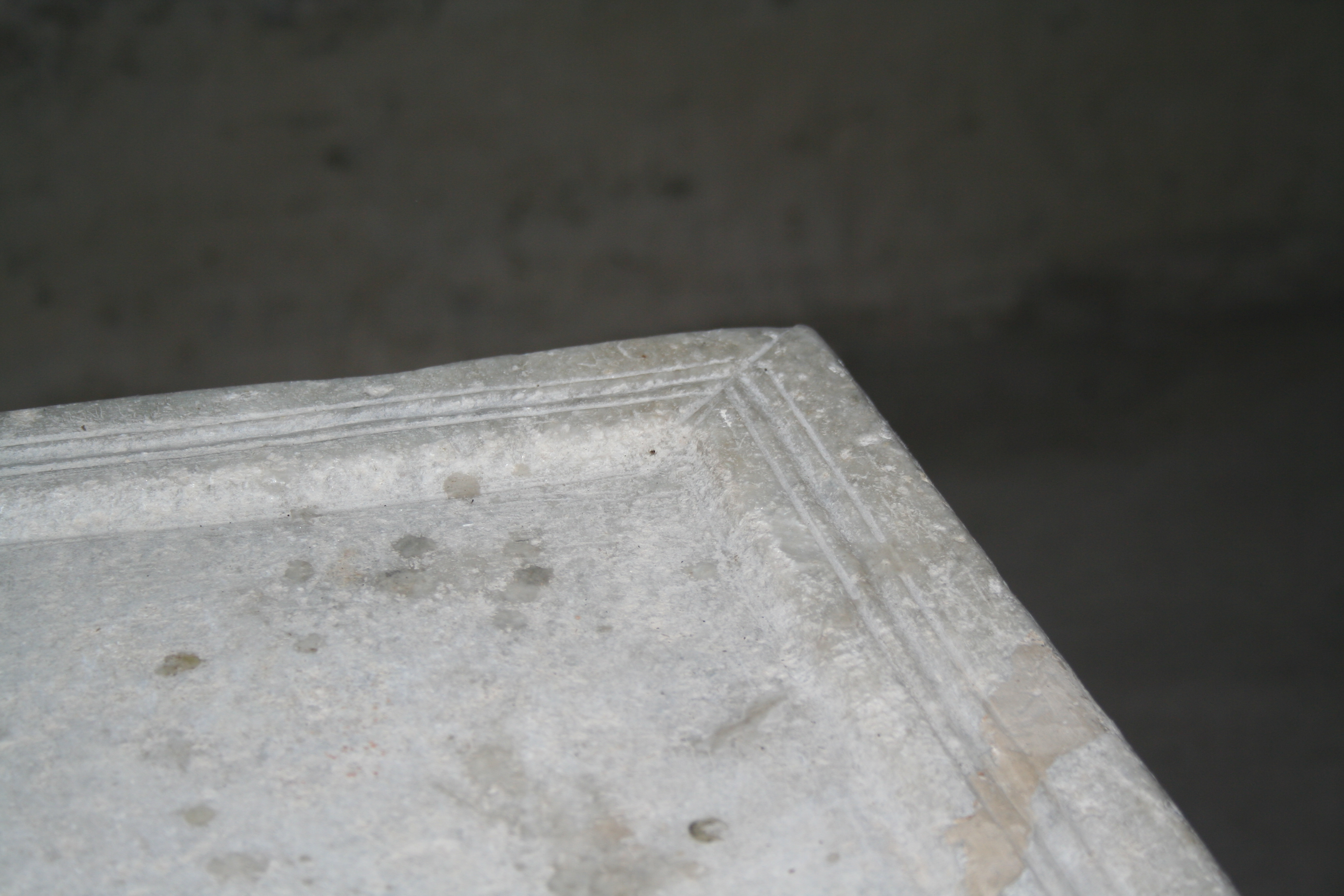
Altarecke

Auffallend ist der würfelförmige Altar mit einer Deckplatte aus weissem Marmor; 108 lang, 75 cm breit und 7 cm hoch. Sie zeigt ringsum drei eingetiefte Rillen und einen erhabenen Rand. Erwin Poeschel datiert sie ins 8. Jahrhundert. Auf der Unterseite zeigen vier quadratische Vertiefungen, dass die Platte einst als Tischaltar von Stützen getragen worden sein muss.
Im Unterbau des Altars fand man einen Reliquienbehälter, 42 cm lang, 26 cm breit und 24 cm hoch, mit Deckel, ebenfalls aus weissem Marmor. Darin fanden sich weitere Reliquienbehälter und mehrere Gegenstände aus verschiedenen Materialien. Besonders auffallend war eine würfelförmige, reich verzierte vergoldete Dose aus reinem Silber. Ein Knochenreliquiar enthielt Knochenstücke, eingewickelt in feinste Seide orientalischen Ursprungs. Tischaltar und Fundstücke wurden ins 6. oder 7. Jahrhundert datiert.

## Gräberfeld
Durch Grabungen wurde 1957 festgestellt, dass die Kapelle auf einem ausgedehnten Gräberfeld liegt, das sich bis an den Rand des Abgrundes erstreckte. Die einzelnen Gräber waren zum Teil muldenförmig aus dem Fels geschlagen worden, zum Teil waren es einfache Kastengräber mit primitiv gearbeiteten Steinplatten. Die vorgefundenen Skelette lagen geostet. Sie wurden von Professor K. Hägler gehoben und ins naturhistorische Museum nach Chur verbracht. Grabbeigaben wurden keine gefunden, hingegen ein Kruzifix aus Zinn, das ins späte 9. Jahrhundert datiert wurde.
Weiter wurden Reste eines roten Ziegelmörtelfussbodens sowie Mörtelbrocken mit Spuren eine Freskobemalung gefunden. Alle diese Funde lassen darauf schliessen, dass in nächster Umgebung der heutigen Kirche ein Vorgängerbau bestanden haben muss. Aufschluss darüber könnten jedoch nur umfangreiche Grabungen geben.